# Ruidoso
Ruidoso oder Village of Ruidoso ist eine Kleinstadt im Lincoln County im US-Bundesstaat New Mexico in den Vereinigten Staaten mit 7679 Einwohnern (Stand: 2020). Ruidoso hat den Status eines „Village“. Der Ort erhielt seinen Namen von dem kleineren Fluss Rio Ruidoso (spanisch für „lauter, geräuschvoller Fluss“), an welchem er liegt.

## Geografie
Die Kleinstadt liegt an der New Mexico State Route 48 an der südlichen Grenze des Countys im mittleren Süden von New Mexico und hat eine Gesamtfläche von 41,83 km² ohne nennenswerte Wasserfläche. Der Ort liegt auf einer Höhe von 2051 m in den Sacramento Mountains im Flusstal des Rio Ruidoso. Im Osten grenzt Ruidoso an Ruidoso Downs, das trotz geringerer Einwohnerzahl den Status einer „City“ besitzt. Der 20 km nordöstlich gelegene Flugplatz Sierra Blanca Regional Airport (⊙ IATA: RUI; ICAO: KSRR) gehört als Exklave zum Gemeindegebiet von Ruidoso. Südlich und westlich von Ruidoso befindet sich das Indianerreservat Mescalero Apache Reservation.

## Wirtschaft
Ruidoso, ein Bergferienort, liegt in der Sierra Blanca im Süden von New Mexico und geht dort im Süden in die Sacramento Mountains über. Ruidoso ist ein Ferienort in der Nähe der Pisten von „Ski Apache“, dem Skigebiet des Mescalero Apache-Stammes in der Sierra Blanca. Der Stamm betreibt in der Gegend auch das Resort „Inn of the Mountain Gods“, das ein Casino, ein Hotel, einen Spielsalon und einen Golfplatz umfasst. Ruidoso ist die größte Gemeinde im Lincoln County und dient als regionales Wirtschaftszentrum.

## Flutkatastrophen
Vom späten Abend des 26. Juli 2008 bis zum Folgetag kam es in Ruidoso zu einer Sturzflut, die den Ort verwüstete. Ursache war ein Starkregenereignis in Folge des Hurrikans Dolly.
Eine weitere Sturzflut ereignete sich im Juli 2025, wobei mindestens 3 Menschen den Tod fanden.